# Imbribryum clavatum
Imbribryum clavatum là một loài rêu trong họ Bryaceae. Loài này được (Schimp.) J.R. Spence & H.P. Ramsay mô tả khoa học đầu tiên năm 2013.